# Ермакова, Эльвира Леонидовна
Эльвира Леонидовна Ермакова (24 апреля 1949 года, Пересветово, Смоленская область) — государственный и политический деятель. Депутат третьего созыва Государственной думы, член депутатской фракции «Единство - Единая Россия», заместитель председателя Комитета по труду и социальной политике.

## Биография
Эльвира Леонидовна родилась 24 апреля 1949 года в Пересветово, Смоленской области.
В 1973 году завершила обучение и получила диплом о высшем образовании Саратовского юридического института им. Д. И. Курского, по специальности правовед. В 1999 году окончила обучение в Российской академии государственной службы при Президенте РФ по специальности «Государственное и муниципальное управление».
Начала свою трудовую деятельность в 1966 году в городе Смоленске.
С 1973 по 1978 годы работала адвокатом юридической консультации, являлась членом Брянской областной коллегии адвокатов.
В 1978 году начинает работать старшим консультантом отдела юстиции Белгородского облисполкома.
С 1981 по 1986 годы работает в должности судьи уголовной коллегии областного суда города Белгорода. В 1986 году назначена на должность председателя районного суда города Белгорода.
С 1989 по 1991 годы работает в горкоме КПСС секретарём по идеологии.
С 1991 по 1999 годы трудится в должности управляющей отделением Пенсионного фонда России по Белгородской области.
В декабре 1999 года на выборах депутатов Государственной думы третьего созыва избрана депутатом по федеральному списку межрегионального объединения «Единство». В Государственной Думе занимала пост заместителем председателя Комитета по труду и социальной политике. Член депутатской фракции «Единство — Единая Россия». Полномочия завершены досрочно в феврале 2003 года. 14 апреля того же года освободившийся мандат был передан Александру Николаевичу Ткачёву
12 февраля решением Государственной Думы ФС РФ назначена и делегирована на работу в Центральную избирательную комиссию Российской Федерации. 9 марта 2007 года согласно постановлению Государственной Думы РФ полномочия в качестве члена ЦИК России продлены. Продолжала работать в Центральной избирательной комиссии Российской Федерации до 2011 года.
Замужем. Воспитала сына и дочь.

## Награды
- Медаль ордена «За заслуги перед Отечеством» II степени;
- Заслуженный юрист Российской Федерации;
- Благодарность Президента Российской Федерации за активную работу в Государственной Думе;
- Почётная грамота Центральной избирательной комиссии Российской Федерации.